# Gang Olsena wraca do gry
Gang Olsena wraca do gry (ang. The Olsen Gang Gets Polished) – duński film animowany z 2010 roku w reżyserii Jørgen Lerdama.
Premiera filmu z polskim dubbingiem odbyła się 1 kwietnia 2013 roku w Telewizji Polsat.

## Treść
Po ponownej odsiadce Egon Olsen wychodzi na wolność z kolejnym genialnym pomysłem wzbogacenia się. Chcąc zrealizować plan, gang musi zdobyć oryginalne pióro Hansa Christiana Andersena.  

## Obsada
- Martin Buch - Egon Olsen
- Nicolaj Kopernikus - Benny Frandsen
- Esben Pretzmann - Kjeld Jensen
- Annette Heick - Yvonne Jensen
- Simon Jul Jørgensen - Allan
- Søren Sætter-Lassen - Hallandsen
- Mick Øgendahl - Johnny
- Jonas Schmidt - policjant Holm
- Albert S. Lund - Jensen
- Jonas Schmidt - Holm
- Henrik Lykkegaard - premier
- Michael Carøe - agent nieruchomości
- Henrik Koefoed - przewodniczący parlamentu
- Vicki Berlin - sprawozdawca
- Andreas Bo Pedersen - rzecznik opozycji / minister edukacji
- Jørgen Lerdam - królowa
- Kaja Kamuk - pani Jeppesen
- Rune Tolsgaard - pan Jeppesen
- Lin Kun Wu - prezydent Chin
- Zhao Li - tłumaczka języka chińskiego
- Jens Jacob Tychsen - szef kuchni
- Silas Addington
- Peter Hansen - prezenterka telewizyjna
- Michael Asmussen
- Buster Addington
- Steffen Addington
- Mia Lerdam
- Arine Mangino Nicolajsen
- Tomas Radoor
- Pauline Rehne

i inni

## Wersja polska
Opracowanie wersji polskiej: DUBBFILM

Kierownictwo produkcji: Romuald Cieślak

Reżyseria: Dobrosława Bałazy

Dźwięk i montaż: Izabela Waśkiewicz

Dialogi polskie: Dorota Filipek-Załęska

W wersji polskiej udział wzięli:
- Andrzej Mastalerz - Egon Olsen
- Waldemar Barwiński - Benny Frandsen
- Wojciech Słupiński - Kjeld Jensen
- Anna Apostolakis-Gluzińska - Yvonne Jensen
- Andrzej Blumenfeld - Jensen
- Krzysztof Banaszyk - Halandsen
- Grzegorz Kwiecień - Holm
- Cezary Kwieciński - Johnny
- Jacek Król - Alan
- Hanna Kinder-Kiss - królowa
- Tomasz Borkowski
- Janusz Wituch
- Paweł Bukrewicz (narrator)
- Leszek Zduń
- Kinga Tabor-Szymaniak
- Joanna Pach-Żbikowska
- Klaudiusz Kaufmann
- Mirosław Wieprzewski - bezdomny w śmietniku / marszałek parlamentu
- Bożena Furczyk
- Wojciech Machnicki
- Beata Łuczak
- Jarosław Domin - kucharz / polityk / uczestnik spotkania w pałacu
- Marek Bocianiak
- Adam Pluciński
- Mikołaj Klimek - wojskowy

i inni